# 1194 w polityce

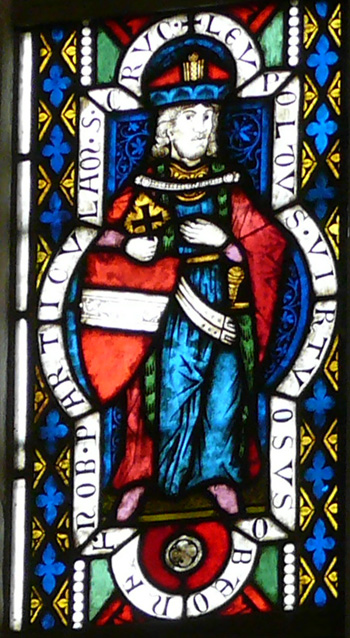
Leopold V Babenberg

Wydarzenia polityczne w 1194 roku.

## Wydarzenia
- Początek panowania Leszka Białego (regencja wdowy Heleny, wojewody Mikołaja i biskupa Pełki)[1][2].
- Ryszard I Lwie Serce zwolniony z niewoli cesarskiej[3], zaczął wojnę z Filipem Augustem[4].
- Henryk VI zdobył Sycylię[3][4].
- Cylicja stała się lennem cesarza Henryka VI[3].

## Zmarli
- 5 maja Kazimierz II Sprawiedliwy, książę zwierzchni Polski[5].
- 27 czerwca Sancho VI Mądry, król Nawarry[6].
- 31 grudnia Leopold V Babenberg, książę Austrii[7].